# Katō Michio (Autor)
Katō Michio (japanisch 加藤 道夫; geboren 17. Oktober 1918 in Tobata (Präfektur Fukuoka); gestorben 22. Dezember 1953 in Tokio) war ein japanischer Dramatiker.

## Leben und Werk
Katō Michio mache seinen Studienabschluss an der Keiō-Universität. Er lernte Französisch, Griechisch und andere Sprachen. Während des Pazifikkrieg wurde er 1944 eingezogen und arbeitete als Dolmetscher. Inspiriert durch die japanischen Klassiker schrieb er während des Krieges „Nayotake“ (なよたけ), ein poetisches Stück, das auf der alten Erzählung Taketori Monogatari fusst. Es wurde 1946 uraufgeführt. 
Nach dem Krieg schloss er sich dem Theater „Bungakuza“ (文学座) an, das zur Richtung der „Shimpa“ (新派), der „Neuen Welle“ gehörte. Er begann Stücke zu schreiben, die Einflüsse des französischen Dramatikers Jean Giraudoux erkennen lassen. Zu Katōs Stücken gehören „Episodō“ aus dem Jahr 1948, „Omoide o uru otoko“ (思い出を売る男) – „Der Mann, der seine Erinnerungen verkauft“, 1951, und „Tsuzure to hōseki“ (襤褸と宝石) – „Fetzen und Juwelen“, 1952.
Wohl bedingt durch Neurasthenie nahm Katō sich das Leben. 
Seine Nichte ist die Schriftstellerin Yukiko Katō (1936–2024).